# Jules Grévy
François Paul Jules Grévy (Mont-sous-Vaudrey, 15 de agosto de 1807 – Mont-sous-Vaudrey 9 de setembro de 1891) foi o presidente de França de 1879 até 1887, durante a Terceira República Francesa. Era um advogado e político francês, e foi um dos líderes da facção republicana moderada. Dado que seus antecessores foram monarquistas que tentaram sem sucesso restaurar a monarquia francesa, Grévy é considerado o primeiro verdadeiro presidente republicano da França.

## Vida
Nascido em uma pequena cidade nas montanhas do Jura, Grévy inicialmente seguiu uma carreira jurídica em Paris antes de se voltar para o ativismo republicano. Iniciou sua carreira política como representante na Assembleia Nacional da Segunda República Francesa, onde se tornou conhecido por sua oposição a Luís Napoleão Bonaparte e como defensor de menor autoridade no poder executivo. Após o golpe de estado de Bonaparte em 1851, ele deixou a vida política
Ele voltou à proeminência após a queda do Segundo Império Francês e o restabelecimento do regime republicano. Depois de ocupar altos cargos na Assembleia Nacional e na Câmara dos Deputados, Grévy foi eleito presidente da França em 1879. Eleito para um segundo mandato em 1885, foi forçado a renunciar dois anos depois devido a um escândalo político envolvendo seu filho lei, embora o próprio Grévy não estivesse implicado. Seus quase nove anos como presidente são vistos como a consolidação da Terceira República Francesa.

### Presidente
Ao longo de sua presidência, Grévy procurou minimizar seus poderes, preferindo uma legislatura forte. Em 6 de fevereiro de 1879, logo após a posse, fez um discurso perante as Câmaras onde expôs sua visão do papel do Presidente: “Sujeito com sinceridade à grande lei do regime parlamentar, nunca entrarei na batalha contra desejos nacionais expressos por seus órgãos institucionais”. Essa interpretação do poder limitado do cargo influenciou a maioria dos presidentes posteriores da Terceira República. Na política externa, ele lutou por relações pacíficas, particularmente com o Império Alemão, resistindo às demandas revanchistas de uma retribuição pela derrota desastrosa na Guerra Franco-Prussiana, e se opôs a expansão colonial. Entre as políticas internas, sua presidência foi marcada por reformas anticlericalistas, particularmente sob o governo de seu primeiro-ministro Charles de Freycinet.

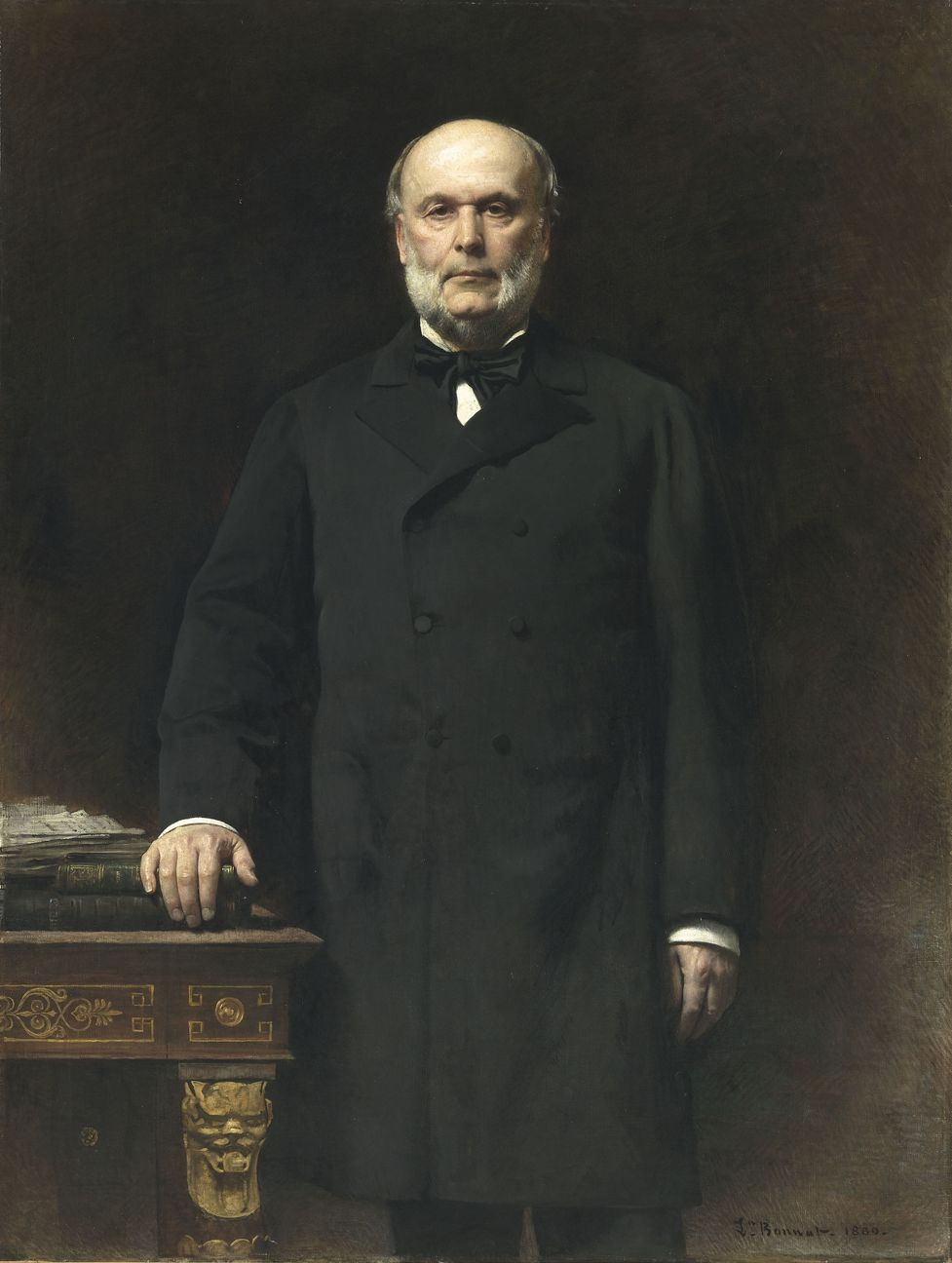
Grévy de Léon Bonnat, 1880

Em 28 de dezembro de 1885, Grévy foi eleito presidente da República por mais sete anos. Dois anos depois, no entanto, em dezembro de 1887, ele foi obrigado a renunciar devido a um escândalo político que começou depois que seu genro, Daniel Wilson, foi encontrado vendendo prêmios da Legião de Honra. Embora o próprio Grévy não estivesse implicado no esquema, ele era indiretamente responsável pelo mau uso que seu parente havia feito do acesso às instalações do Elysée. Sob pressão da Câmara dos Deputados e do Senado, Grévy renunciou ao cargo em 2 de dezembro e dirigiu uma última mensagem às duas câmaras, na qual finalizou dizendo "meu dever e meu direito seria resistir, sabedoria e patriotismo mande-me ceder". Este assunto político foi o primeiro a alimentar a opinião antimaçônica na França.

Ele escreveu Discours politiques et judiciaires ("Discursos políticos e judiciais") em dois volumes em 1888. Grévy morreu em sua cidade natal, Mont-sous-Vaudrey, em 9 de setembro de 1891, após um edema pulmonar. Seu funeral oficial foi realizado em 14 de setembro.